# لينا خضري
لينا خضري وتُكتب في مصادر أخرى لينا خودري (مواليد 3 تشرين الأول/أكتوبر 1992 ) هي ممثلة وكوميدية جزائرية وُلدت في الجزائر العاصمة. اشتهرت لينا خضري بعد دورها في فيلم بابيشا للمخرجة مونيا مدور والذي حازت بفضلهِ على عدة جوائز.

## الحياة المُبكّرة
ُوُلدت لينا خضري عام 1992 لأب صحفي وأم عازفة كمان. انتقلت العائلة من الجزائر إلى أوبيرفيلييه بفرنسا بسبب خطورة مهنة والدها خلال الحرب الأهلية الجزائرية. عاشت الأسرة أيضًا لفترة وجيزة في ألمانيا، حيث عمل والدها في قناة إخبارية عربية، قبل أن يعود إلى فرنسا. تلقت خضري تدريبها المهني في المسرح الوطني للكولين.

## المسبرة المهنيّة
حصلت لينا خضري عام 2014 على أول دور تمثيلي لها في المسلسل التلفزيوني الفرنسي جوزفين، الملاك الحارس . لعبت في عام 2019 دور لونا في مسلسل المتوحشونالذي عُرض على القناة الفرنسية المدفوعة كانال بلوس. لعبت في نفس العام أيضًا دور نجمة في فيلم بابيشة، الذي يحكي عن امرأة جزائرية شابة تستخدم الموضة كمقاومة ثقافية خلال الحرب الأهلية الجزائرية.
كما أدت الدور في فيلم الوفد الفرنسي 2021.أنها ناشطة طلابية متشددة وصديقة لشخصية تيموثي شالاميت، حيث تتمحور قصة الفيلم بالكامل حول أعمال شغب طلابية.

## الحياة الشخصية
أعلن كريم بن زيما، مهاجم نادي الاتحاد السعودي، عن ارتباطه رسميا بها، خلال حضورهما لمهرجان كان السينمائي الدولي 2025.